# ムーサ・ファキ

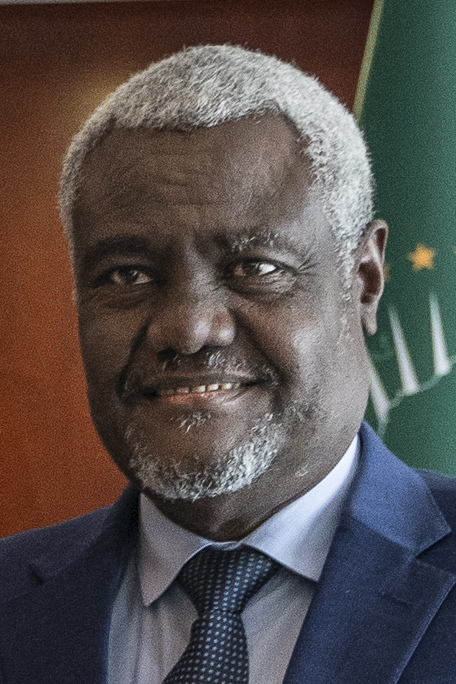

ムーサ・ファキ・マハマト（Moussa Faki Mahamat, 1959年 - ）は、チャドの政治家。現在、アフリカ連合AU委員会委員長（2017年3月14日より、2021年2月6日に再選）。
同国首相（2003年6月-2005年2月）、外務大臣（2008年4月-2017年1月）を歴任。また経済社会文化委員会総裁を務めた。愛国救済運動党員。彼を首相に任命したイドリス・デビと同じくサガワ人。
チャド中東部のビルティーヌ生まれ。コンゴ共和国の大学で法律を学び、チャドに帰国後にンジャメナにある大学の法律学部の教授となった。